# Veïnat de Can Calderó
El Veïnat de Can Calderó és una entitat de població del municipi de Riudellots de la Selva, a la comarca catalana de la Selva. Es troba al sud-oest de Riudellots, a l’esquerra del torrent homònim i prop de l'Onyar.
En el cens de 2006 tenia 90 habitants.
En la població hi trobem les cases de Can Calderó Vell i Can Calderó Nou; Can Calderó Vell era la casa pairal dels Calderó que van ser uns dels grans propietaris de Riudellots al segle XVIII i que posteriorment van fer a pocs metres la gran casa senyorial avui coneguda com a Can Calderó Nou. La nova casa va ser feta al segle xix.